# Kymco Activ
Kymco Activ – skuter produkowany przez tajwańską firmę Kymco. Jest bliźniaczym modelem Kymco Nexxon (który różni się tylko wyglądem i paroma nowinkami, jak miejsce na kask pod siedzeniem). Sylwetka skutera przypomina klasyczny motorower. Posiada 3 odmiany silnikowe: 50ccm, 110cc i 125ccm. Posiada 4-stopniową, półautomatyczną skrzynię biegów z odśrodkowym sprzęgłem (wyświetlacz pokazuje aktualny bieg), 17 calowe koła, bardzo mały schowek pod siedzeniem.

## Dane techniczne
| Model silnika:        | 50 cm                        | 110 cm                       | 125 cm                       |
| --------------------- | ---------------------------- | ---------------------------- | ---------------------------- |
| Typ silnika           | 4-suwowy, jeden cylinder OHC | 4-suwowy, jeden cylinder OHC | 4-suwowy, jeden cylinder OHC |
| Skrzynia biegów       | 4 biegowa                    | 4 biegowa                    | 4 biegowa                    |
| Waga                  | 97 kg                        | 107 kg                       | 97 kg                        |
| Zapłon                | C.D.I.                       | C.D.I.                       | C.D.I                        |
| Moc/obr.              | 4 KM/8000 obr./min           | 6,61 KM/7000 obr./min        | 8,04 KM/7500 obr./min        |
| Maks. moment obrotowy | 2,6 Nm                       | 7,36 Nm                      | 8,5 Nm                       |
| Sposób chłodzenia     | powietrze                    | powietrze                    | powietrze                    |
| Paliwo                | 95 lub 98 benzyna            | 95 lub 98 benzyna            | 95 lub 98 benzyna            |